# Scelio flavibarbis
Scelio flavibarbis is een vliesvleugelig insect uit de familie van de Scelionidae. De wetenschappelijke naam van de soort is voor het eerst geldig gepubliceerd in 1874 door Marshall.